# Княгиня (деревня)
Княгиня — деревня в Путятинском районе Рязанской области. Входит в Песочинское сельское поселение

## География
Находится в северо-восточной части Рязанской области на расстоянии приблизительно 23 км на запад по прямой от районного центра села Путятино.

## История
На карте 1850 года показана как поселение с 11 дворами. В 1859 году здесь (тогда деревня Сапожковского уезда Рязанской губернии) было учтено 12 дворов. Была отмечена на карте 1971 года как поселение с населением приблизительно 150 человек.

## Население
Численность населения: 163 человека (1859 год), 53 в 2002 году (русские 96 %), 27 в 2010.